# As duas faces da guerra
As duas faces da guerra (en català Les dues cares de la guerra) és un documental rodat a Guinea Bissau, Cap Verd i Portugal que inclou una sèrie d'entrevistes a persones que han viscut en el període de la guerra anticolonialista i alliberament de Guinea Bissau. Aquest documental, dirigit per Diana Andringa i Flora Gomes, estableix un punt de partida per a un debat sobre la reconciliació i la memòria històrica en el període posterior al conflicte de la guerra colonial portuguesa.

## Argument
El documental consisteix d'entrevistes amb veterans i líders de Portugal, Guinea Bissau i Cap Verd. Aquests països van viure un conflicte que va durar entre 1963 i 1974, i que va enfrontar el PAIGC (Partit Africà per la Independència de Guinea i Cap Verd) i les tropes portugueses.
L'any 1995, Diana Andringa, la directora del documental, va visitar la ciutat de Geba com a periodista, on va trobar una pedra mig destruïda en record als soldats portuguesos caiguts en terres africanes. Aquest fou el punt de partida d'aquesta obra. Juntament amb Flora Gomes, el segon director, van produir un documental que és el resultat de dos punts de vista, el de Portugal i el de Guinea, sobre un dels conflictes més sagnants soferts durant la guerra colonial portuguesa.
Durant sis setmanes, Diana Andringa i Flora Gomes van recórrer les regions de Mansôa, Geba i Guilegar a Guinea Bissau, Cap Verd i Portugal, on van recollir els testimonis de persones que van viure la guerra colonial.
Al llarg del documental, hom pot veure l'homenatge a Amílcar Cabral, fundador del PAIGC. Els testimonis mostren el caràcter de Cabral, qui, tot i trobar-se al mig del conflicte entre els dos països, mai no va deixar de sentir el poble portuguès com a quelcom propi. Segons Cabral, entre les dues parts existia una complicitat que anava més enllà de la guerra.
| «                                                                      | (portuguès) Mas nós nunca confundimos colonialismo português com povo de Portugal […] A nossa luta é contra o colonialismo português. | (català) Però nosaltres mai no hem confós colonialisme portuguès amb poble de Portugal […] La nostra lluita és contra el colonialisme portuguès. | » |
| — Amílcar Cabral, entrevista concedida a la revista «Anticolonialismo» | | |   |

Aquestes paraules mostren que moltes de les colònies portugueses estaven unides en solidaritat amb els moviments revolucionaris a favor de la independència. Era el cas del PAIGC a Guinea Bissau, el MPLA (Moviment Popular per a l'Alliberament d'Angola) i el FRELIMO (Front d'Alliberament de Moçambic). Per tant, no fou per accident que va ser a Guinea on es va gestar el moviment dels Capitães de Abril que va portar a la Revolució dels Clavells el 25 d'abril de 1974.
La guerra va comportar dues victòries: la independència de Guinea Bissau i de Cap Verd, i la democràcia a Portugal. Andringa i Flora volen explicar aquest desenllaç paral·lel a través de les veus d'aquells qui van viure durant el conflicte. Diana Andringa i Flora Gomes són els narradors del documental. La banda sonora està composta de música de l'època de Portugal, Guinea i Cap Verd.

## Rerefons històric

### L'Estado Novo

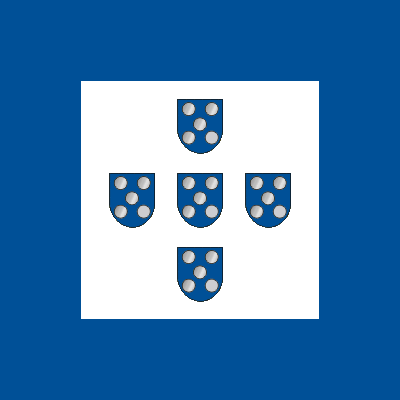
Bandera de la União Nacional, partit únic durant l'Estado Novo (1932-1974)

Les colònies europees sempre van expressar una certa resistència a la presència de les potències colonials. Aquest sentiment es va fer més palès durant el segle xx, quan la Primera i la Segona Guerres Mundials van provocar un fort sentiment nacionalista en els pobles colonitzats.
Addicionalment, les grans potències emergents sorgides a partir de la Segona Guerra Mundial, els Estats Units d'Amèrica i la Unió Soviètica, van donar suport a la formació de grups de resistència nacionalistes. En aquest context, la Conferència de Bandung, celebrada l'any 1955, va donar veu a les colònies que buscaven una alternativa a la bipolaritat que confrontava aquests dos països. En aquella època, els EUA i l'URSS eren favorables a legitimar les reivindicacions de les colònies, ja fos per mantenir un equilibri en les relacions internacionals, o per al seu propi benefici.
En el cas de Portugal, l'Estado Novo va situar el país davant d'un dilema: per una banda, la política portuguesa de neutralitat durant la Segona Guerra Mundial, que protegia les Forces Armades de Portugal d'una possible confrontació entre l'Est i l'Oest; i per altra banda, la responsabilitat de mantenir la sobirania sobre les seves colònies. Finalment, els governants portuguesos de l'època van escollir unir-se a l'OTAN, amb el consegüent desig d'una aliança amb els vencedors.
Aquesta integració de Portugal dins l'OTAN va formar una elit militar que va esdevenir indispensable en la gestió de la guerra colonial portuguesa. Això va provocar una sèrie de conflictes entre l'estructura militar i el poder polític.
El mes de març de 1961, hi va haver a Portugal un cop d'estat conduït pel General Botelho Moniz. Aquest fet va marcar l'inici de la ruptura, així com l'origen d'una certa desconfiança de les gestions per tal de mantenir un centre de comandament únic, que havia de fer front a l'amenaça d'un enfrontament amb les forces armades. Això va portar a una ruptura entre les tres forces: l'Armada, la Força Aèria i la Marina.
L'Estado Novo va considerar que els moviments independentistes estaven liderats per forces terroristes i, per tant, mai no va admetre l'existència d'una guerra.
Des del punt de vista portuguès, els combats a Guinea Bissau van començar el juliol de 1961, quan les guerrilles del Moviment d'Alliberament de Guinea (MLG) van llançar atacs a les viles de Santo Domingo, prop de la frontera nord-oest amb el Senegal. Des del punt de vista de Guinea, els enfrontaments van començar el mes de gener de 1963, quan el Partit Africà per la Independència de Guinea i Cap Verd (PAIGC) va llançar un atac sobre Moncada Tite, al sud de Bissau, al riu Corubal.
Els atacs es van expandir ràpidament per gairebé la totalitat del territori de Guinea, amb un augment de la intensitat que va sorprendre Portugal, qui es considerava en una posició militar molt superior.
El teatre de guerra a Guinea estava liderat per dos homes d'una forta personalitat: en la part portuguesa, el General António de Spínola, i a la part guineana, Amílcar Cabral, president del PAIGC. Sota el comandament de Spínola, les forces portugueses van guanyar terreny en 1968 i 1972, i va aconseguir mantenir la situació, amb accions puntuals per tal de confirmar les posicions.
Es podria dir que les tropes portugueses van tenir a Guinea un rol defensiu per tal de controlar les accions del PAIGC. Amb aquesta situació, Portugal va manipular l'opinió pública mitjançant l'ús de propaganda en favor de les seves tropes, cosa que va afectar profundament els més alts nivells de la jerarquia del partit de Guinea. Tanmateix, la situació va canviar ràpidament de sentit, afavorint així la posició de la colònia.
Els míssils antiaeris van forçar les tropes portugueses a reavaluar el seu esforç bèl·lic. Marcelo Caetano va lluitar amb Spinola, retirant-lo de la posició de governador que va ocupar posteriorment Bettencourt Rodrigues el 21 de setembre de 1973. Tres dies després, el PAIGC va declarar la independència del nou estat a Madina do Boé.

### El PAIGC

Bandera del PAIGC

El PAIGC va tenir el seu origen al Partido Africano da Independência (PAI), i el va fundar el 19 de setembre de 1956 Amílcar Cabral, en companyia d'Aristides Pereira, Luís Cabral, Fernando Fortes de Almeida i Julius Elisée Turpin. Inicialment fou un partit no oficial, i no va ser legalitzat fins quatrecanys després, quan va establir la seva seu a Guinea Conakry.
El novembre de 1957, els fundadors del PAIGC van participar en el desenvolupament de la lluita contra el colonialisme portuguès a París.
El gener de 1960, se celebrà a Tunis la segona Conferència dels pobles africans, a la qual van assistir Cabral i els seus companys.
A finals d'aquell mateix any, es va celebrar per primer cop a Londres una conferència internacional per debatre sobre el colonialisme portuguès. Aquest clima va donar certa estabilitat al PAIGC, que va iniciar l'entrenament dels seus militants, alhora que va possibilitar la seva expansió pel país mentre buscava el suport dels països veïns. La República Popular de la Xina fou el primer a contribuir-hi, proporcionant-los entrenament i preparació ideològica. En 1961 fou el torn del Regne del Marroc de donar suport al jove partit, i així va començar la resistència armada contra Portugal l'any 1962.
Assassinat el 20 de gener de 1973, el fundador del PAIGC no va poder viure la llibertat de Guinea. Tot i això, passà a la història com un dels líders més importants entre els nacionalistes de les antigues colònies. Amílcar Cabral és l'essència de la doctrina del partit.

## Reaccions
As duas faces da guerra va participar en la 5a edició del Festival Internacional de Cinema Documental de Lisboa, així com al Festival Berlinda de Cultura e Língua Portuguesa de 2012, on fou acollit amb emoció per part dels militars portuguesos i guineans assistents.